# Alysiasta championi
Alysiasta championi är en stekelart som först beskrevs av Cameron 1887.  Alysiasta championi ingår i släktet Alysiasta och familjen bracksteklar. Inga underarter finns listade i Catalogue of Life.